# Copa del Sol de 2012
O Copa del Sol de 2012 foi sediada nas cidades de Benidorm e La Manga, Espanha, entre 28 de janeiro e 7 de fevereiro de 2012. A competição foi disputada no Estádio La Manga e Estádio Guillermo Amor. Ao contrário da edição anterior, o formato da competição foi no sistema de torneio concentrado.

## Fase de grupos

### Grupo Benidorm
| Pos | Equipe             | Pts | J | V | Vp | Dp | D | GP | GC | SG |
| --- | ------------------ | --- | - | - | -- | -- | - | -- | -- | -- |
| 1º  | Spartak Moscou     | 6   | 3 | 1 | 1  | 1  | 0 | 6  | 3  | +3 |
| 2º  | Molde              | 6   | 3 | 2 | 0  | 0  | 1 | 4  | 5  | −1 |
| 3º  | Olimpija Ljubljana | 5   | 3 | 1 | 1  | 0  | 1 | 7  | 3  | +4 |
| 4º  | Göteborg           | 5   | 3 | 1 | 0  | 2  | 0 | 4  | 3  | +1 |
| 5º  | Rosenborg          | 5   | 3 | 1 | 1  | 0  | 1 | 4  | 3  | +1 |
| 6º  | Dalian Aerbin      | 0   | 3 | 0 | 0  | 0  | 3 | 2  | 10 | −8 |

### Grupo La Manga
| Pos | Equipe                 | Pts | J | V | Vp | Dp | D | GP | GC | SG |
| --- | ---------------------- | --- | - | - | -- | -- | - | -- | -- | -- |
| 1º  | København              | 7   | 3 | 2 | 0  | 1  | 0 | 4  | 1  | +3 |
| 2º  | Anzhi                  | 7   | 3 | 1 | 2  | 0  | 0 | 4  | 3  | +1 |
| 3º  | Shakhtar Donetsk       | 5   | 3 | 1 | 1  | 0  | 1 | 3  | 4  | −1 |
| 4º  | Aalesunds Fotballklubb | 4   | 3 | 1 | 0  | 1  | 1 | 7  | 7  | 0  |
| 5º  | Kalmar                 | 3   | 3 | 1 | 0  | 0  | 2 | 4  | 4  | 0  |
| 6º  | Tromsø                 | 1   | 3 | 0 | 0  | 1  | 2 | 0  | 3  | −2 |

## Final
| 7 de fevereiro | Spartak Moscou | 1 – 0 | København | Estádio Cartagonova, Cartagena                    |
| 19:00 CET      | Pareja 33'     |       |           | Público: 4 000 Árbitro: Kristinn Jakobsson (FIFA) |

## Premiação
| Copa del Sol de 2012                  |
| Rússia                                |
| ------------------------------------- |
| FC Spartak Moskou Campeão (1º título) |

## Artilheiros
3 gols
| - Welliton (Spartak Moscou) |

2 gols
| - Samuel Eto'o (Anzhi) - Zlatko Tripić (Molde) | - Nikola Nikezić (Olimpija Ljubljana) - Bořek Dočkal (Rosenborg) | - Emmanuel Emenike (Spartak Moscou) |

1 gols
| - Daniel Arnefjord (Aalesund) - Michael Barrantes (Aalesund) - Leke James (Aalesund) - Jason Morrison (Aalesund) - Christian Myklebust (Aalesund) - Fredrik Ulvestad (Aalesund) - Aleksei Ivanov (Anzhi) - Mos Abdellaoue (Copenhagen) - Thomas Kristensen (Copenhagen) - Dame N'Doye (Copenhagen) - César Santin (Copenhagen) - Wang Hongyou (Dalian Aerbin) | - Wang Jun (Dalian Aerbin) - Mikael Dyrestam (Göteborg) - Philip Haglund (Göteborg) - Tobias Hysén (Göteborg) - Daniel Sobralense (Göteborg) - Papa Diouf (Kalmar) - Erik Israelsson (Kalmar) - Daniel Mendes (Kalmar) - Måns Söderqvist (Kalmar) - Jo Inge Berget (Molde) - Daniel Chima Chukwu (Molde) - Adnan Bešić (Olimpija Ljubljana) | - Dejan Djermanović (Olimpija Ljubljana) - Dalibor Radujko (Olimpija Ljubljana) - Filip Valenčič (Olimpija Ljubljana) - Dare Vršič (Olimpija Ljubljana) - John Chibuike (Rosenborg) - Rade Prica (Rosenborg) - Eduardo (Shakhtar Donetsk) - Fernandinho (Shakhtar Donetsk) - Yevhen Seleznyov (Shakhtar Donetsk) - Artem Dzyuba (Spartak Moscou) - Nicolás Pareja (Spartak Moscou) |

1 gol contra:
| - Daniel Arnefjord (Aalesund for Anzhi) | - Shamil Lakhiyalov (Anzhi for Aalesund) |  |